# Halistylus pupoideus
Halistylus pupoideus är en snäckart som först beskrevs av Carpenter 1864.  Halistylus pupoideus ingår i släktet Halistylus och familjen pärlemorsnäckor. Inga underarter finns listade i Catalogue of Life.

## Bildgalleri

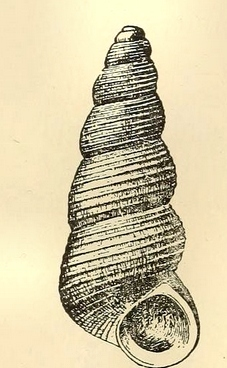